# 外肛动物门
外肛动物门（Ectoprocta）是动物界的一个门，其下的物種通稱苔蘚蟲（bryozoans）。外肛动物过去常与内肛动物合称为苔藓动物门（學名：Bryozoa），目前所称的苔藓动物已专指外肛动物。目前生存的种类有约6000种。自奥陶纪生存至现代，约有15000个化石种。

## 特徵
苔蘚蟲是行固著生活的水生群體動物。群體的形狀各不相同，有的像被單一樣蓋在貝殼或岩石上；有的則像小樹或網狀複葉。每個群體都由數千個個蟲組成，每個個蟲都有管狀或盒狀的骨骼。牠們的外觀雖然很像植物，但具一套完整的消化器官，包括口、食道、胃、腸臟和肛門等。其個體小，不分節，具體腔。體外分泌一層膠質，形成群體的骨骼。蟲體前端有口，口的周圍有一冠狀物，稱“總擔”，其上生許多觸手。消化道呈U字形，口和肛門十分靠近。無排泄和循環器官。

## 習性
多數苔蘚蟲生活在海床上，是固定生活的群體動物，常和海藻伴生在一起。也有產於淡水的種類。苔蘚蟲喜歡生活在較潔淨、富含藻類、溶氧量充足的水域中，能適應各地的溫度，故廣泛分佈於世界各地。

## 苔蘚蟲石灰岩
苔蘚蟲石灰岩主要由苔蘚蟲群落的石灰質骨骼碎片組成，多伴有軟體動物的外殼和藤壺等。在新生代時期的淺海沉積中十分常見。現今從亞熱帶至低溫海域皆可見到正在形成的苔蘚蟲石灰岩，但在熱帶地區卻很少見，熱帶區域有著豐富的珊瑚石灰岩。

## 分類
外肛动物门分为3个纲:
- 被唇綱（Phylactolaemata）
- 裸唇綱（Gymnolaemata）
- 窄唇綱（Stenolaemata）